# Obiectivul de Dezvoltare Durabilă 9 al Uniunii Europene
ODD 9 - Industrie, inovare și infrastructură urmărește construirea unei infrastructuri rezistente și durabile și promovează o industrializare incluzivă și durabilă. De asemenea, recunoaște importanța cercetării și inovării pentru găsirea de soluții la provocările sociale, economice și de mediu.
Cercetarea și dezvoltarea (C&D), inovațiile, industriile și infrastructurile durabile sunt esențiale pentru atingerea ODD. Monitorizarea ODD 9 în contextul UE se concentrează pe elemente precum intensitatea cercetării și dezvoltării și personalul implicat, cererile de brevete, intensitatea emisiilor în atmosferă ale industriei și diviziunile modale în transportul de pasageri și de marfă. Pe parcursul perioadei de cinci ani evaluate, UE a înregistrat progrese puternice în ceea ce privește mulți dintre acești indicatori. Cu toate acestea, au existat și tendințe nefavorabile recente, în special în ceea ce privește utilizarea modurilor ecologice în transportul de mărfuri și pasageri.

## Indicatori care măsoară progresul către ODD9, UE
| Indicator                                                                                 | Perioadă                         | Rata anuală de creștere                                     | Tendință                                                    | Observații                       |
| Cercetare, dezvoltare și inovare                                                          | Cercetare, dezvoltare și inovare | Cercetare, dezvoltare și inovare                            | Cercetare, dezvoltare și inovare                            | Cercetare, dezvoltare și inovare |
| ----------------------------------------------------------------------------------------- | -------------------------------- | ----------------------------------------------------------- | ----------------------------------------------------------- | -------------------------------- |

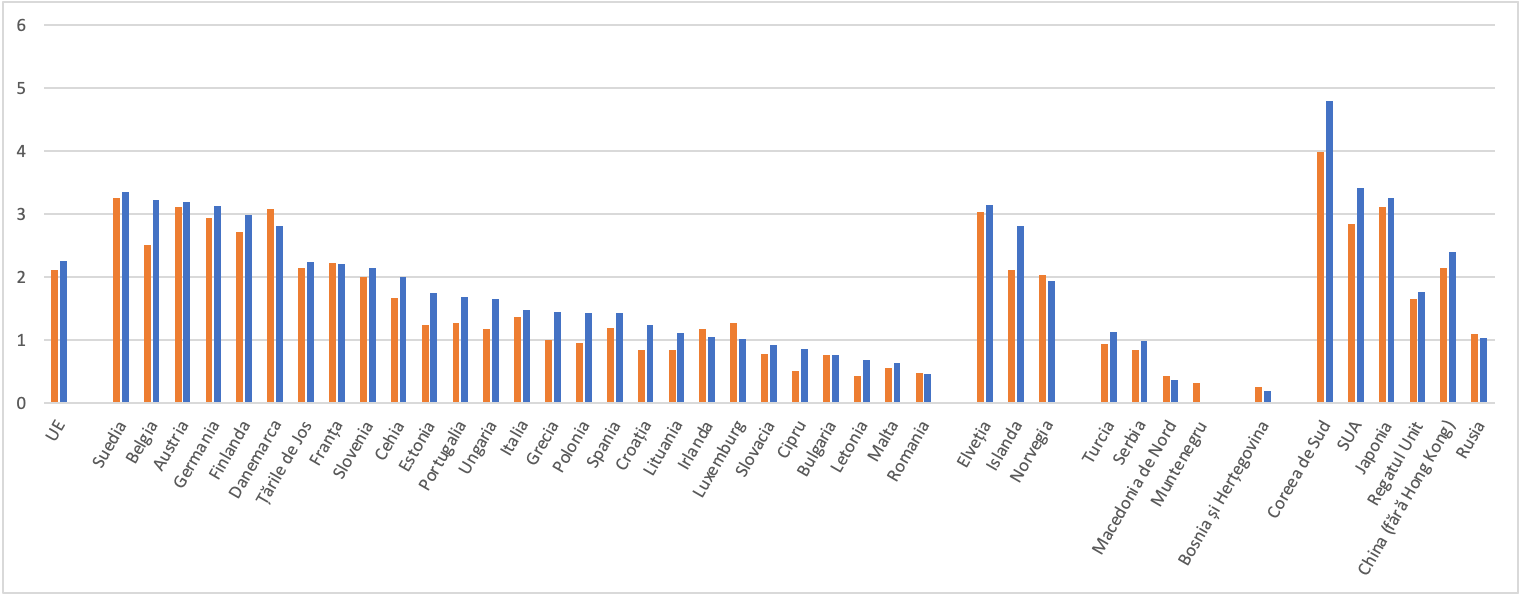
2016
2021
Surse: Eurostat (online data code: sdg_09_10 și rd_e_gerdtot)

| Cheltuielile interne brute pentru cercetare și dezvoltare                                 | 2006–2021                        | constatat: 1,5%                                             | ▲                                                           | ODD 9                            |
| Cheltuielile interne brute pentru cercetare și dezvoltare                                 | 2006–2021                        | necesar: 2,2%                                               | ▲                                                           | ODD 9                            |
| Cheltuielile interne brute pentru cercetare și dezvoltare                                 | 2016–2021                        | constatat: 1,3%                                             | ▼                                                           | ODD 9                            |
| Cheltuielile interne brute pentru cercetare și dezvoltare                                 | 2016–2021                        | necesar: 2,5%                                               | ▼                                                           | ODD 9                            |
| Cereri de brevet la Oficiul European de Brevete                                           | 2007–2022                        | 1,1%                                                        | ▲                                                           | ODD 9                            |
| Cereri de brevet la Oficiul European de Brevete                                           | 2017–2022                        | 1,1%                                                        | ▲                                                           | ODD 9                            |
| Personal implicat în cercetare și dezvoltare                                              | 2006–2021                        | 3,0%                                                        | ▲                                                           | ODD 9                            |
| Personal implicat în cercetare și dezvoltare                                              | 2016–2021                        | 4,0%                                                        | ▲                                                           | ODD 9                            |
| Nivel de studii superioare (terțiare)[*]                                                  | 2007–2022                        | constatat: 2.5%                                             | ▲                                                           | ODD 4                            |
| Nivel de studii superioare (terțiare)[*]                                                  | 2007–2022                        | necesar: 1,9%                                               | ▲                                                           | ODD 4                            |
| Nivel de studii superioare (terțiare)[*]                                                  | 2017–2022                        | constatat: 2,2%                                             | ▲                                                           | ODD 4                            |
| Nivel de studii superioare (terțiare)[*]                                                  | 2017–2022                        | necesar: 1,4%                                               | ▲                                                           | ODD 4                            |
| Industrie durabilă                                                                        |                                  |                                                             |                                                             |                                  |
| Intensitatea emisiilor în atmosferă ale industriei                                        | 2008–2020                        | –3,7%                                                       | ▲                                                           | ODD 9                            |
| Intensitatea emisiilor în atmosferă ale industriei                                        | 2015–2020                        | –2,6%                                                       | ▲                                                           | ODD 9                            |
| Valoarea adăugată brută în sectorul bunurilor și serviciilor de mediu[*]                  | 2005–2020                        | 3,5%                                                        | ▲                                                           | ODD 12                           |
| Valoarea adăugată brută în sectorul bunurilor și serviciilor de mediu[*]                  | 2015–2020                        | 3,4%                                                        | ▲                                                           | ODD 12                           |
| Infrastructură durabilă                                                                   |                                  |                                                             |                                                             |                                  |
| Ponderea autobuzelor și a trenurilor în transportul intern de pasageri                    | 2005–2020                        | –2,0%                                                       | ▼                                                           | ODD 9                            |
| Ponderea autobuzelor și a trenurilor în transportul intern de pasageri                    | 2015–2020                        | –6,2%                                                       | ▼                                                           | ODD 9                            |
| Ponderea căilor ferate și a căilor navigabile interioare în transportul intern de mărfuri | 2006–2021                        | –0,8%                                                       | ▼                                                           | ODD 9                            |
| Ponderea căilor ferate și a căilor navigabile interioare în transportul intern de mărfuri | 2016–2021                        | –2,3%                                                       | ▼                                                           | ODD 9                            |
| Ponderea gospodăriilor cu conexiune la internet de mare viteză[*]                         | 2006–2021                        | serie temporală prea scurtă pentru evaluarea pe termen lung | serie temporală prea scurtă pentru evaluarea pe termen lung | ODD 17                           |
| Ponderea gospodăriilor cu conexiune la internet de mare viteză[*]                         | 2016–2021                        | constatat: 22,7%                                            | ▲                                                           | ODD 17                           |
| Ponderea gospodăriilor cu conexiune la internet de mare viteză[*]                         | 2016–2021                        | necesar: 10,3%                                              | ▲                                                           | ODD 17                           |

Note:

Pentru indicatorii fără țintă sunt prezentate ratele de creștere constatate pe perioadele specificate. Pentru indicatorii cu o țintă UE cuantificată (), sunt prezentate atât ratele de creștere constatate, cât și ratele de creștere care ar fi fost necesare în perioadele specificate pentru îndeplinirea obiectivului

[*] indicator multifuncțional

## Prezentare generală

### Cercetare, dezvoltare și inovare
Cheltuielile pentru cercetare și dezvoltare sunt un factor favorabil cheie pentru o creștere inteligentă, durabilă și favorabilă incluziunii. Introducerea ideilor noi pe piață promovează crearea de locuri de muncă, productivitatea muncii și utilizarea eficientă a resurselor. Resurse umane înalt calificate sunt imperative pentru menținerea la zi a capacității UE de cercetare și inovare și a competitivității și pentru sprijinirea tranzițiilor digitală și ecologică. Produsele și serviciile inovatoare, adesea ca rezultat al activităților de cercetare și dezvoltare, contribuie la creșterea inteligentă și la industrializarea durabilă. Cercetarea, dezvoltarea și inovarea sunt, de asemenea, esențiale pentru găsirea de soluții la provocările societale și de mediu, cum ar fi schimbările climatice și energia curată, securitatea publică sau protecția și promovarea sănătății.
Cheltuielile UE pentru cercetare și dezvoltare au înregistrat doar o creștere modestă
Economia UE se confruntă cu o concurență globală în creștere și poate rămâne competitivă cu alte țări și regiuni din lume doar prin consolidarea bazei sale științifice și tehnologice. Prin urmare, unul dintre obiectivele cheie ale politicilor UE din ultimele decenii a fost încurajarea investițiilor mai mari în cercetare și dezvoltare. Acest lucru este monitorizat prin analizarea cheltuielilor interne brute pentru cercetare și dezvoltare în raport cu PIB, valoare denumită „intensitate de cercetare și dezvoltare”. Intensitatea cercetării și dezvoltării reflectă astfel atât creșterea cheltuielilor pentru cercetare și dezvoltare, cât și creșterea PIB-ului.
În ciuda obiectivului de lungă durată al UE de 3%, intensitatea de cercetare și dezvoltare a UE a crescut doar modest în ultimii 20 de ani. După o stagnare prelungită între 2000 și 2007, intensitatea cercetării și dezvoltării a UE a crescut lent, ajungând la 2,30% în 2020. În ultima perioadă însă, intensitatea cercetării și dezvoltării a scăzut din nou, la 2,26% în 2021. Aceasta a corespuns unor cheltuieli de cercetare și dezvoltare de aproximativ 328 miliarde euro. În termeni absoluți, cheltuielile în 2021 au fost, prin urmare, mai mari decât în 2020 (310 miliarde euro) și 2011 (228 miliarde euro). Cu un decalaj de 0,74 puncte procentuale, UE rămâne la o oarecare distanță de ambiția sa de a crește intensitatea cercetării și dezvoltării la 3% până în 2030.
Cheltuielile private reprezintă două treimi din totalul cheltuielilor de cercetare și dezvoltare
O analiză a cheltuielilor interne brute pentru cercetare și dezvoltare pe sectoare de performanță arată că cei mai mari doi cheltuitori în 2021 au rămas sectorul întreprinderilor (66,0% din totalul cheltuielilor pentru cercetare și dezvoltare) și sectorul învățământului superior (21,6%). Ponderea sectorului guvernamental a fost de 11,8%, în timp ce sectorul privat non-profit a reprezentat mai puțin de 1% din totalul cheltuielilor de cercetare și dezvoltare.
Sectorul întreprinderilor reprezintă cea mai mare parte a cheltuielilor totale de cercetare și dezvoltare și și-a crescut intensitatea cercetării și dezvoltării cu 0,4 puncte procentuale în ultimii 15 ani, de la 1,13% din PIB în 2005 la 1,49% în 2021. În același timp, sectorul învățământului superior și-a crescut intensitatea cercetării și dezvoltării de la 0,39% în 2005 la 0,49% din PIB în 2021. În schimb, intensitățile cercetării și dezvoltării din sectoarele guvernamentale și private non-profit au stagnat mai mult sau mai puțin la niveluri mai scăzute.
Numărul cererilor de brevet adresate Oficiului European de Brevete a crescut
Cererile de brevet oferă o măsură valoroasă a capacității creative și inovatoare a țărilor, regiunilor și companiilor și a exploatării economice a rezultatelor cercetării. În 2021, 67.500 de cereri de brevet din interiorul UE au fost depuse la Oficiul European de Brevete. Această cifră a fost atinsă după o perioadă aproape continuă de creștere din 2007, când au fost depuse 57.255 de cereri. Singurul an care a înregistrat o scădere puternică a cererilor de la an la an a fost 2009, ca urmare a crizei economice.
Disponibilitatea capitalului uman pentru o societate bazată pe cunoaștere este în creștere, dar disparitățile de gen rămân
Orientarea din ce în ce mai mare către cunoaștere a economiei și societății UE, împreună cu evoluțiile pieței muncii și tendințele demografice, fac capitalul uman din ce în ce mai important. Realizarea ODD-urilor va necesita investiții ambițioase în cercetare, dezvoltare (C&D) și inovare semnificativă, inclusiv investiții suplimentare în dezvoltarea competențelor și în învățarea pe tot parcursul vieții.
Personalul implicat în cercetare și dezvoltare este format din cercetători angajați direct în activitatea de cercetare și dezvoltare, precum și din acele persoane care furnizează servicii directe pentru activitățile de cercetare și dezvoltare (cum ar fi directori de cercetare și dezvoltare, administratori, tehnicieni și personal de serviciu). Ponderea personalului de cercetare și dezvoltare în forța de muncă a crescut constant din 2006, de la 0,97% la 1,50% în 2021 (echivalent normă întreagă). Această tendință a fost determinată în principal de sectorul întreprinderilor, care a angajat aproximativ 60% din forța de muncă în cercetare și dezvoltare în 2021.
O analiză în funcție de sex, însă, relevă că femeile rămân considerabil subreprezentate în rândul cercetătorilor pe baza numărului de persoane din UE, reprezentând doar 32,9% în 2019. Nu s-au înregistrat progrese considerabile din 2005, când ponderea era de 30,2%. Această subreprezentare este deosebit de puternică în sectorul întreprinderilor, unde femeile reprezentau doar 21,3% dintre cercetători în 2019. În schimb, femeile reprezentau mai mult de 40% dintre cercetătorii din celelalte trei sectoare (guvernamental, învățământ superior și non-profit), sectorul privat nonprofit fiind cel mai aproape de a atinge paritatea - 48,4% în 2019. În comparație cu celelalte sectoare, sectorul învățământului superior a înregistrat cea mai mare creștere a femeilor cercetătoare: între 2005 și 2019, a crescut cu 6,5 puncte procentuale, de la 36,5% la 43,0%.
Datele privind nivelul de studii terțiare arată o creștere generală pe termen lung a nivelurilor de calificare ale populației UE. Între 2007 și 2022, ponderea tinerilor de 25-34 de ani cu studii universitare sau similare a crescut de la 28,9% la 42,0%. Prin urmare, UE este pe cale să-și atingă obiectivul de a crește această pondere la cel puțin 45% până în 2030, așa cum este stabilit în Rezoluția Consiliului Arhivat în 2 august 2013, la Wayback Machine. din 2021 privind Spațiul european al educației. Cu toate acestea, diferențele între sexe rămân considerabile și, în comparație cu situația personalului de cercetare și dezvoltare, dezechilibrul de gen este inversat. În timp ce 47,6% dintre femeile cu vârste cuprinse între 25 și 34 de ani aveau studii superioare în 2022, față de doar 36,5% dintre bărbații din această grupă de vârstă. Această diferență de gen s-a extins aproape continuu din 2007.

### Industrie durabilă
Mobilizarea industriei pentru o economie curată și circulară este una dintre prioritățile cheie ale Pactului ecologic european, care urmărește să sprijine și să accelereze tranziția industriei UE către un model durabil de creștere favorabilă incluziunii. Acest lucru necesită o reducere masivă a emisiilor nocive din atmosferă rezultate din producția industrială, alături de creșterea utilizării produselor și serviciilor mai ecologice.
Intensitatea emisiilor în atmosferă din industria UE s-a îmbunătățit în ultimii ani
Industria este vitală pentru prosperitatea și dezvoltarea viitoare a Europei. Sectorul industrial al UE reprezintă mai mult de 20% din economia UE și are aproximativ 35 de milioane de angajați. Cu toate acestea, industria este o sursă a multor presiuni de mediu, cum ar fi consumul de materiale și emisiile de gaze cu efect de seră și alți poluanți ai aerului. Această analiză se concentrează pe poluanții atmosferici emiși de industrie, folosind emisiile de particule din producție ca indicator alternativ.
Calitatea proastă a aerului cauzează decese premature, afectează calitatea vieții și dăunează ecosistemelor. Particulele în suspensie, în special particulele fine (PM2,5), sunt una dintre cele mai dăunătoare componente ale poluării aerului pentru sănătatea umană. Expunerea la poluarea aerului cu PM2,5 a provocat 237.810 decese premature în UE în 2020. În același an, sectorul de producție al UE a fost responsabil pentru aproximativ o cincime (21,7%) din totalul emisiilor de PM. În comparație, tot în 2020, aproximativ o treime (33,0%) din totalul emisiilor de PM2,5 sunt atribuite transportului și depozitării, iar aproape un sfert (24,2%) agriculturii, silviculturii și pescuitului.
Datele privind intensitatea emisiilor monitorizează emisiile atmosferice ale unui sector în raport cu producția sa economică în termeni de valoare adăugată brută (VAB). Între 2008 și 2020, intensitatea emisiilor în atmosferă de particule fine (PM2,5) din sectorul de producție al UE a scăzut cu 36,4%, de la 0,11 grame pe euro la 0,07 grame pe euro. Această îmbunătățire este rezultatul scăderii emisiilor de PM2,5 ale sectorului cu 30,3% între 2008 și 2020, în timp ce VAB a crescut aproape continuu până la debutul pandemiei de COVID-19. În 2019, anul premergător pandemiei, pentru acest sector VAB a fost cu 13,5% mai mare decât în 2008. În 2020, VAB a fost chiar mai mare decât în 2008, deși doar cu 5,3%. Din 2019 până în 2020, sectorul a cunoscut astfel o scădere mai puternică a VAB (cu 7,2%) decât a emisiilor sale de PM2,5 (cu 5,4%).
Între 2015 și 2020, emisiile de PM2,5 din producție au scăzut cu 6,6%, alături de o creștere cu 1,9% a VAB. Acest lucru a dus la o îmbunătățire cu 12,5% a intensității emisiilor din sector în cea mai recentă perioadă de cinci ani. Intensitatea emisiilor din sectorul de producție pentru grupul mai larg de particule fine și grosiere (PM10) a cunoscut o îmbunătățire similară, scăzând cu 33,3% între 2008 și 2020 și cu 9,1% între 2015 și 2020.
Valoarea adăugată brută a bunurilor și serviciilor de mediu a crescut puternic
Strategia industrială actualizată pentru Europa a UE prevede o industrie mai ecologică. Produsele și serviciile care, de exemplu, previn sau limitează poluarea mediului, refac și corectează epuizarea resurselor sau protejează biodiversitatea pot contribui la așa-numita economie verde. Aceste tipuri de bunuri și servicii de mediu câștigă în importanță. În 2020, acestea au reprezentat o valoare adăugată brută de 300,1 miliarde euro. Aceasta este o creștere de 68,6% față de 2005, când VAB al bunurilor și serviciilor de mediu a UE s-a ridicat la 178,0 miliarde euro. În raport cu întreaga economie, sectorul bunurilor și serviciilor de mediu a crescut de la 1,7% din PIB în 2005 la 2,5% în 2020. Acest lucru indică faptul că sectorul a crescut – în termeni de valoare adăugată brută – disproporționat mai rapid decât alte sectoare economice. În special, VAB al sectorului a continuat să crească în 2020 (cu 1,9%), când PIB-ul UE a scăzut cu 5,6% ca urmare a pandemiei de COVID-19.
Rata forței de muncă ocupate (în echivalent normă întreagă) în acest sector a crescut și ea din 2005, cu 47,5%. În 2020, sectorul a angajat ceva mai mult de 5 milioane de persoane în UE. Dezvoltarea este legată de factori multipli, care includ, printre altele, creșterea investițiilor private în bunuri și servicii de mediu, încurajată de creșterea intervențiilor guvernamentale în acest domeniu.

### Infrastructură durabilă
Pactul verde european urmărește transformarea UE într-o societate echitabilă și prosperă, cu o economie modernă, eficientă din punct de vedere al resurselor și competitivă. Pentru a realiza această viziune, UE trebuie să abordeze dubla provocare a tranziției ecologice și a tranziției digitale. În acest context, Pactul verde solicită o accelerare a trecerii către o mobilitate durabilă și inteligentă, precum și investiții în digitalizare pentru a sprijini tranziția ecologică. Transportul de marfă multimodal și eficient din punct de vedere energetic, precum și mobilitatea multimodală automatizată și conectată va trebui, în consecință, să joace un rol din ce în ce mai mare, împreună cu sistemele inteligente de gestionare a traficului, activate de digitalizare.
Utilizarea transportului public a scăzut considerabil în timpul pandemiei
Sistemele de transport și mobilitate funcționale și eficiente sunt elemente cheie pentru o economie competitivă. Creșterea activităților de transport pune o presiune tot mai mare asupra resurselor naturale și asupra societăților. Emisiile de gaze cu efect de seră, poluanții atmosferici și poluarea fonică din sectorul transporturilor afectează clima, mediul și sănătatea umană. Întrucât acest sector este responsabil pentru aproape un sfert din emisiile de gaze cu efect de seră (GES) din UE, transportul durabil este un ingredient esențial în strategiile de dezvoltare durabilă. Regândirea mobilității viitoare include optimizarea utilizării tuturor mijloacelor de transport, promovarea partajării auto și a integrării între diferitele moduri de transport colectiv, cum ar fi trenurile și autobuzele.
În 2020, ponderea modală a autobuzelor și trenurilor în transportul interior de pasageri în UE a scăzut semnificativ în comparație cu anii precedenți. În timp ce ponderea lor în termeni de pasageri-km a stagnat între 16,9% și 18,0% din 2000 și a reprezentat 17,5% în 2019, aceasta a scăzut la 12,8% în 2020. Aceasta corespunde unei scăderi de 4,7 puncte procentuale într-un an. Pe de altă parte, ponderea călătorilor-km parcurși de autovehicule mici – care rămân de departe modul dominant pentru transportul interior de pasageri – a crescut la 87,2% în 2020. Această creștere drastică poate fi atribuită în esență efectelor pandemiei de COVID-19. Un studiu publicat de Parlamentul European arată că măsuri precum restricțiile privind călătoriile interne și internaționale, politicile de telemuncă, precum și schimbarea obiceiurilor de mobilitate, ca o consecință a pandemiei, au condus la o scădere semnificativă a utilizării transportului public în 2020. Conform unui sondaj amplu privind mobilitatea pasagerilor în UE realizat în 2021, 64% dintre respondenți au raportat schimbarea comportamentului lor de călătorie din cauza pandemiei COVID-19.
Sistemul de transport de marfă al UE se bazează în continuare pe transportul rutier
În ciuda obiectivului de politică al UE de a transfera transportul de marfă de la rutier la feroviar și pe căile navigabile interioare, transportul rutier continuă să dețină de departe cea mai mare pondere în transportul de marfă din UE dintre cele trei moduri de transport interioare analizate (rutier, feroviar și căi navigabile interioare). Din 2012, ponderea transportului feroviar și a căilor navigabile interioare în totalul transportului de marfă în UE a scăzut aproape continuu, reprezentând 22,7% în 2021, ceea ce corespunde unei scăderi de 3,8 puncte procentuale, comparativ cu vârful de 26,5% în 2012.
Cu toate acestea, există diferențe considerabile la nivel de țară. În 2021, trei țări (Lituania, Letonia și România) au avut cote mai mari pentru transportul feroviar și pe căile navigabile interioare decât pentru rutier în transportul de marfă interioară. Cote deosebit de mari ale transportului feroviar au fost raportate din țările baltice Lituania (62,5%), Letonia (53,4%) și Estonia (40,1%). În Țările de Jos, transportul de mărfuri pe căile navigabile interioare joacă încă un rol important, cu o repartizare modală de 41,9% în 2021.
S-au înregistrat progrese considerabile în implementarea conexiunilor fixe la rețea de foarte mare capacitate în întreaga UE
Conexiunea digitală este crucială pentru economiile și societățile de astăzi. Comunicarea instantanee între persoane, transferurile bancare, munca de birou, diseminarea publică a informațiilor sau analiza datelor sunt doar câteva dintre activitățile care depind de internet. În special în zonele rurale și izolate, o conexiune rapidă la internet poate îmbunătăți semnificativ accesul la diverse servicii, cum ar fi îngrijirea sănătății și educația. Într-o lume digitalizată, regiunile fără conexiuni rapide la internet sunt serios dezavantajate din punct de vedere social și economic. Busola digitală 2030 a propus astfel obiectivul ca până în 2030 toate gospodăriile europene să aibă acces la o rețea de internet de mare viteză, cu toate zonele populate acoperite de o rețea 5G.
Datele colectate de serviciile Comisiei Europene pentru dimensiunile-cheie ale societății informaționale europene arată că adoptarea conectivității rețelelor fixe de foarte mare capacitate (VHCN) – referitor la conexiunile prin fibră sau alte rețele care oferă lățime de bandă similară – s-a îmbunătățit. considerabil în UE în ultimii ani. În timp ce doar 25,2% dintre gospodăriile din UE au avut acces la o astfel de conectivitate în 2016, această pondere a crescut considerabil, ajungând la 70,2% din gospodării în 2021. Dacă implementarea VHCN continuă în acest ritm, UE va atinge o acoperire de 100% cu mult înainte de 2030. Conectivitatea VHCN s-a îmbunătățit și în zonele rurale. Între 2016 și 2021, ponderea gospodăriilor rurale din UE cu conexiune fixă VHCN a crescut de la 7,7% la 37,1%. În ciuda acestei evoluții pozitive, conectivitatea VHCN în zonele rurale rămâne la o oarecare distanță de obiectivul pentru 2030. În plus, competențele digitale de bază pentru toți cetățenii reprezintă o condiție prealabilă generală pentru ca aceștia să beneficieze de evoluțiile digitale.

## Prezentarea principalilor indicatori

### Cheltuielile interne brute pentru cercetare și dezvoltare

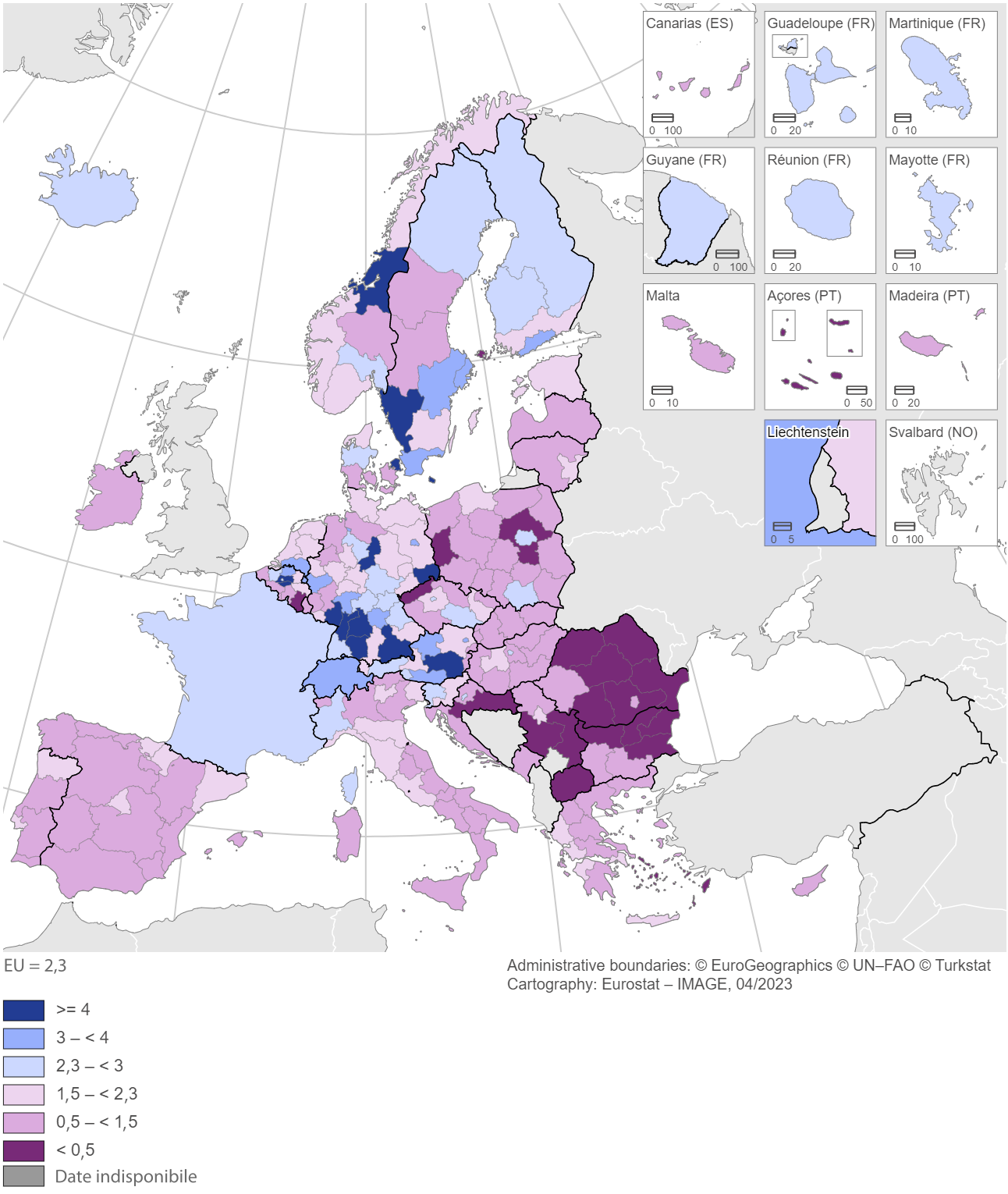
Cheltuielile interne brute pentru cercetare și dezvoltare, după regiunea NUTS 2, 2020
(% din PIB)
Sursa: Eurostat (online data code: rd_e_gerdreg)

Acest indicator măsoară cheltuielile interne brute pentru cercetare și dezvoltare ca procent din produsul intern brut (PIB), indicator numit și „intensitatea cercetării și dezvoltării”. Manualul Frascati al OCDE privind colectarea datelor de cercetare și dezvoltare definește cercetarea și dezvoltarea experimentală ca o activitate creativă și sistematică întreprinsă pentru a crește volumul de cunoștințe - inclusiv cunoștințele despre omenire, cultură și societate - și pentru a concepe noi aplicații ale cunoștințelor disponibile.
| Loc | Țară              | 2013  | 2014  | 2015  | 2016  | 2017  | 2018  | 2019  | 2020  | 2021  |
|     |                   |       |       |       |       |       |       |       |       |       |
| --- | ----------------- | ----- | ----- | ----- | ----- | ----- | ----- | ----- | ----- | ----- |
| -   | Uniunea Europeană | 2,1 e | 2,1 e | 2,1 e | 2,1 e | 2,2 e | 2,2 e | 2,2 e | 2,3 e | 2,3 p |
| 1   | Suedia            | 3,3 e | 3,1 e | 3,2   | 3,3 e | 3,4   | 3,3   | 3,4   | 3,5   | 3,4   |
| 2   | Belgia            | 2,3   | 2,4   | 2,4   | 2,5   | 2,7   | 2,9   | 3,2   | 3,4 e | 3,2 p |
| 3   | Austria           | 3,0   | 3,1 e | 3,1   | 3,1 e | 3,1   | 3,1 e | 3,1   | 3,2 e | 3,2 p |
| 4   | Germania          | 2,8   | 2,9   | 2,9   | 2,9   | 3,1   | 3,1   | 3,2   | 3,1 e | 3,1 p |
| 5   | Finlanda          | 3,3   | 3,2   | 2,9   | 2,7   | 2,7   | 2,8   | 2,8   | 2,9   | 3,0   |
| 6   | Danemarca         | 3,0   | 2,9   | 3,1   | 3,1   | 2,9   | 3,0   | 2,9 p | 3,0   | 2,8 p |
| 7   | Țările de Jos     | 2,2 b | 2,2   | 2,2   | 2,2   | 2,2   | 2,1   | 2,2   | 2,3   | 2,3 p |
| 8   | Franța            | 2,2   | 2,2   | 2,2   | 2,2   | 2,2   | 2,2   | 2,2   | 2,3   | 2,2   |
| 9   | Slovenia          | 2,6   | 2,4   | 2,2   | 2,0   | 1,9   | 2,0   | 2,0   | 2,1   | 2,1 p |
| 10  | Cehia             | 1,9   | 2,0   | 1,9   | 1,7   | 1,8   | 1,9   | 1,9   | 2,0   | 2,0 p |
| 11  | Estonia           | 1,7   | 1,4   | 1,5   | 1,2   | 1,3   | 1,4   | 1,6   | 1,8   | 1,8 p |
| 12  | Portugalia        | 1,3   | 1,3   | 1,2   | 1,3   | 1,3   | 1,4   | 1,4   | 1,6   | 1,7   |
| 13  | Ungaria           | 1,4   | 1,3   | 1,3   | 1,2   | 1,3   | 1,5 b | 1,5   | 1,6   | 1,7   |
| 14  | Italia            | 1,3   | 1,3 e | 1,3   | 1,4 b | 1,4   | 1,4   | 1,5   | 1,5   | 1,5   |
| 15  | Grecia            | 0,8   | 0,8   | 1,0   | 1,0   | 1,2   | 1,2   | 1,3   | 1,5   | 1,5 p |
| 16  | Polonia           | 0,9   | 0,9   | 1,0   | 1,0   | 1,0   | 1,2   | 1,3   | 1,4   | 1,4   |
| 17  | Spania            | 1,3   | 1,2   | 1,2   | 1,2   | 1,2   | 1,2   | 1,3   | 1,4   | 1,4 p |
| 18  | Croația           | 0,8   | 0,8   | 0,8   | 0,9   | 0,9   | 1,0   | 1,1   | 1,2   | 1,2   |
| 19  | Lituania          | 1,0   | 1,0   | 1,0   | 0,8   | 0,9   | 0,9   | 1,0   | 1,1   | 1,1   |
| 20  | Irlanda           | 1,6 e | 1,5   | 1,2   | 1,2   | 1,3   | 1,2 e | 1,2   | 1,2 e | 1,1 p |
| 21  | Luxemburg         | 1,2   | 1,2   | 1,3   | 1,3   | 1,2   | 1,2   | 1,2   | 1,1 e | 1,0 p |
| 22  | Slovacia          | 0,8   | 0,9   | 1,2   | 0,8   | 0,9   | 0,8   | 0,8   | 0,9   | 0,9   |
| 23  | Cipru             | 0,5   | 0,5   | 0,5   | 0,5   | 0,5   | 0,6   | 0,7   | 0,8   | 0,9 p |
| 24  | Bulgaria          | 0,6   | 0,8   | 1,0   | 0,8   | 0,7   | 0,8   | 0,8   | 0,9   | 0,8   |
| 25  | Letonia           | 0,6   | 0,7   | 0,6   | 0,4   | 0,5   | 0,6   | 0,6   | 0,7   | 0,7 p |
| 26  | Malta             | 0,7   | 0,7   | 0,7   | 0,6   | 0,6   | 0,6   | 0,6   | 0,7   | 0,6   |
| 27  | România           | 0,4   | 0,4   | 0,5   | 0,5   | 0,5   | 0,5   | 0,5   | 0,5   | 0,5 p |

| Loc | Țară                   | 2013  | 2014  | 2015  | 2016   | 2017  | 2018  | 2019  | 2020  | 2021  |
| --- | ---------------------- | ----- | ----- | ----- | ------ | ----- | ----- | ----- | ----- | ----- |
| -   | Elveția                | N/A   | N/A   | 3,0   | N/A    | 3,0   | N/A   | 3,2   | N/A   | N/A   |
| -   | Islanda                | 1,7 b | 1,9   | 2,2   | 2,1    | 2,1   | 2,0   | 2,3   | 2,5   | 2,8   |
| -   | Norvegia               | 1,6   | 1,7   | 1,9   | 2,0    | 2,1   | 2,0   | 2,1   | 2,2   | 1,9 p |
|     |                        |       |       |       |        |       |       |       |       |       |
| -   | Turcia                 | 0,8   | 0,9   | 0,9   | 0,9    | 1,0   | 1,0   | 1,1   | 1,1   | 1,1   |
| -   | Serbia                 | 0,7   | 0,7   | 0,8   | 0,8    | 0,9   | 0,9   | 0,9   | 0,9   | 1,0   |
| -   | Macedonia de Nord      | N/A   | N/A   | 0,4   | 0,4    | 0,4   | 0,4   | 0,4   | 0,4   | N/A   |
| -   | Muntenegru             | 0,4   | 0,4   | 0,4   | 0,3    | 0,4   | 0,5   | N/A   | N/A   | N/A   |
|     |                        |       |       |       |        |       |       |       |       |       |
| -   | Bosnia și Herțegovina  | 0,3   | 0,3   | N/A   | N/A    | N/A   | N/A   | 0,2   | 0,2   | N/A   |
|     |                        |       |       |       |        |       |       |       |       |       |
| -   | Coreea de Sud          | 4,0   | 4,1   | 4,0   | 4,0    | 4,3   | 4,5   | 4,6   | 4,8   | N/A   |
| -   | Statele Unite          | 2,7 d | 2,7 d | 2,8 d | 2,9 bd | 2,9 d | 3,0 d | 3,2 d | 3,4 d | N/A   |
| -   | Japonia                | 3,3 b | 3,4   | 3,2   | 3,1    | 3,2   | 3,2 b | 3,2   | 3,3   | N/A   |
| -   | Regatul Unit           | 1,6   | 1,6 e | 1,7   | 1,7 e  | 1,7   | 1,7   | 1,8 p | N/A   | N/A   |
| -   | China (fără Hong Kong) | 2,0   | 2,1   | 2,1   | 2,1    | 2,1   | 2,2   | 2,4   | N/A   | N/A   |
| -   | Rusia                  | 1,0   | 1,1   | 1,1   | N/A    | 1,1   | 1,0   | 1,0   | N/A   | N/A   |

b - întrerupere în seriile temporale

e - date estimate

p - date provizorii

d - definiții diferite

Surse: Eurostat (online data code: sdg_09_10 și rd_e_gerdtot)

### Cereri de brevet depuse la Oficiul European de Brevete

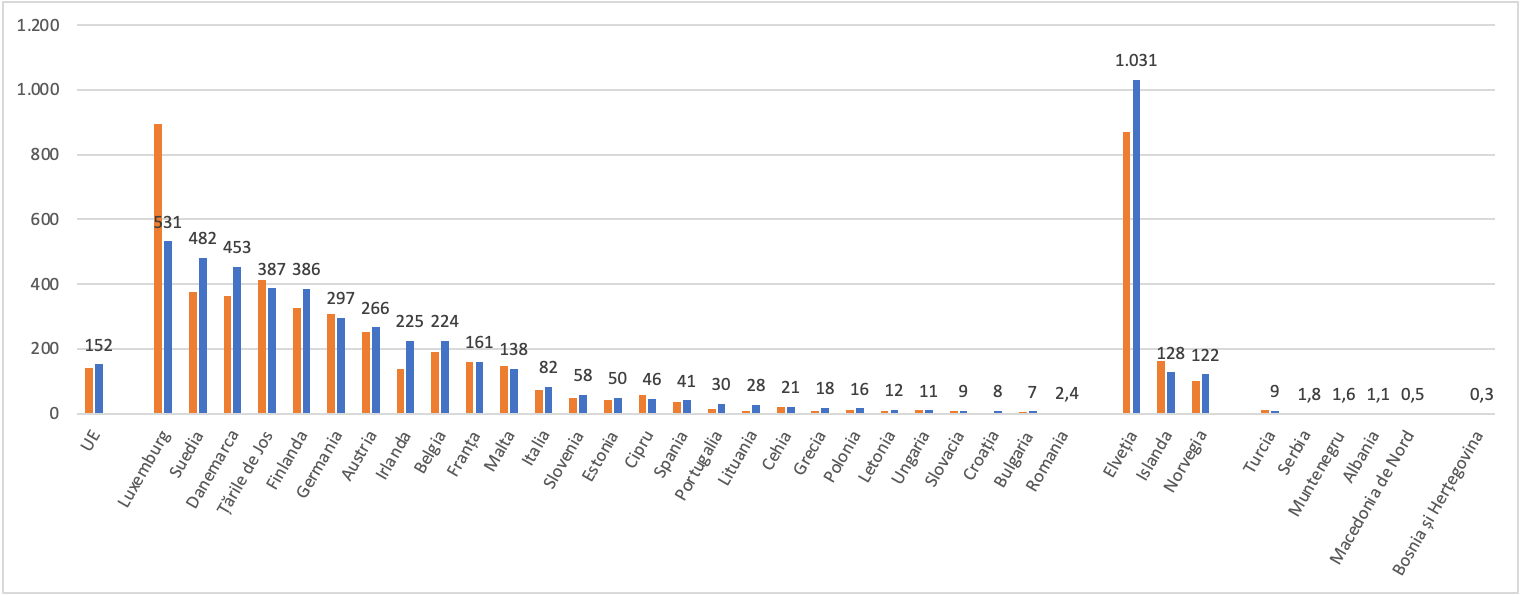
2017
2022
Sursa: Eurostat (online data code: sdg_09_40)

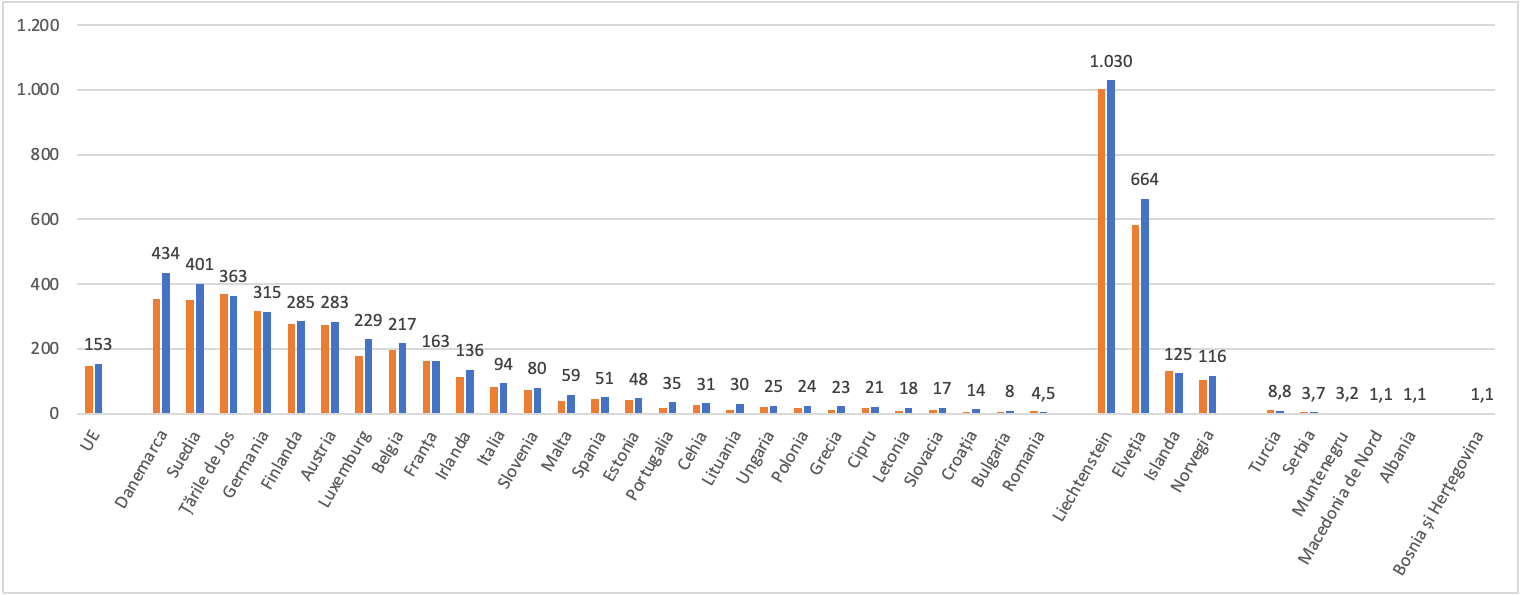
2016
2021
Sursa: Eurostat (online data code: sdg_09_40)

Acest indicator măsoară cererile de protecție a unei invenții depuse la Oficiul European de Brevete (OEB), indiferent dacă sunt sau nu acordate. Cererile sunt alocate în funcție de țara de reședință a primului solicitant menționat în formularul de cerere (principiul primului solicitant), precum și în funcție de țara de reședință a inventatorului.
| Loc | Țară              | 2014    | 2015    | 2016  | 2017    | 2018    | 2019      | 2020     | 2021      | 2022      |
|     |                   |         |         |       |         |         |           |          |           |           |
| --- | ----------------- | ------- | ------- | ----- | ------- | ------- | --------- | -------- | --------- | --------- |
| -   | Uniunea Europeană | 141,3 b | 141,0 b | 139,4 | 143,3 b | 148,2 e | 148,8 bep | 147,4 ep | 151,8 bep | 151,1 bep |
| 1   | Luxemburg         | 816,1   | 746,1   | 955,3 | 893,8 b | 708,9   | 669,4     | 637,7    | 676,5     | 531,5 p   |
| 2   | Suedia            | 399,4   | 391,8   | 357,5 | 376,1   | 398,5   | 427,6     | 427,1    | 475,0     | 481,8 p   |
| 3   | Danemarca         | 351,4   | 337,8   | 323,9 | 362,4   | 411,7   | 415,4     | 415,0    | 451,8     | 453,2 p   |
| 4   | Țările de Jos     | 407,6   | 421,9   | 402,8 | 411,1   | 414,5   | 400,2     | 366,1    | 375,2     | 386,9 p   |
| 5   | Finlanda          | 399,5   | 363,7   | 326,8 | 326,2   | 313,3   | 308,8     | 343,4    | 380,4     | 385,7 p   |
| 6   | Germania          | 316,5   | 303,7   | 302,8 | 309,0   | 321,6   | 322,1     | 311,2    | 311,2     | 296,6 p   |
| 7   | Austria           | 229,8   | 230,1   | 231,7 | 251,1   | 258,0   | 264,2     | 258,6    | 257,8     | 266,0 p   |
| 8   | Irlanda           | 133,5   | 130,6   | 152,9 | 137,3   | 169,7 e | 178,8 e   | 196,6    | 201,7     | 225,3 p   |
| 9   | Belgia            | 171,9   | 181,0   | 195,1 | 189,2   | 205,5   | 210,8     | 208,5    | 213,9 p   | 224,1 p   |
| 10  | Franța            | 160,1 b | 161,7   | 157,1 | 158,7   | 155,9   | 151,9 p   | 157,1 p  | 157,8 p   | 160,6 p   |
| 11  | Malta             | 142,7   | 211,2   | 162,5 | 147,4   | 105,2   | 115,1     | 122,3    | 108,0     | 138,2 p   |
| 12  | Italia            | 60,0    | 65,6    | 68,5  | 72,0    | 72,9    | 74,8 b    | 77,7     | 83,2 p    | 82,4 p    |
| 13  | Slovenia          | 60,6    | 57,2    | 54,7  | 47,4    | 48,2    | 58,4      | 78,5     | 55,0      | 58,4 p    |
| 14  | Estonia           | 28,9    | 24,3 b  | 32,7  | 41,0    | 35,6    | 36,2      | 42,9     | 51,8      | 49,6 p    |
| 15  | Cipru             | 51,6    | 46,0    | 42,3  | 57,0    | 56,3    | 54,4      | 72,9     | 46,7 p    | 46,4 p    |
| 16  | Spania            | 31,7    | 32,7    | 33,9  | 35,9    | 38,1    | 40,0      | 37,9     | 41,0 p    | 40,6 p    |
| 17  | Portugalia        | 10,9    | 13,6    | 15,2  | 14,6    | 21,5    | 26,4      | 24,4     | 28,1 bp   | 30,1 bp   |
| 18  | Lituania          | 8,2     | 13,4    | 9,1   | 8,5     | 13,2    | 10,4      | 17,9     | 25,4      | 27,8 p    |
| 19  | Cehia             | 15,9    | 20,2    | 17,9  | 19,4    | 23,3    | 19,0      | 19,3     | 19,1 b    | 20,8 bp   |
| 20  | Grecia            | 8,7     | 8,4     | 7,0   | 9,5     | 11,2    | 13,2      | 12,6     | 19,1 e    | 17,7 p    |
| 21  | Polonia           | 12,7    | 14,9    | 10,4  | 11,7    | 13,7 e  | 12,2 e    | 12,6 ep  | 13,8 ep   | 16,3 ep   |
| 22  | Letonia           | 4,0     | 15,2    | 5,6   | 7,2     | 6,8     | 11,5      | 15,8     | 11,7      | 11,7 p    |
| 23  | Ungaria           | 11,6    | 9,9     | 10,9  | 9,7     | 12,1    | 9,9       | 11,2     | 12,3      | 10,5 p    |
| 24  | Slovacia          | 4,8     | 8,7     | 8,1   | 7,5     | 9,4     | 7,7       | 9,9      | 7,9       | 9,0 p     |
| 25  | Croația           | 2,8     | 2,1     | 3,8   | 2,4     | 3,4     | 4,7       | 5,7      | 6,8 bp    | 8,3 bp    |
| 26  | Bulgaria          | 4,7     | 4,6     | 2,8   | 4,5     | 4,4     | 5,0       | 7,8      | 6,3       | 6,6 p     |
| 27  | România           | 1,4     | 1,5     | 1,6   | 2,7     | 2,6     | 2,1 e     | 2,9 e    | 1,6 e     | 2,4 ep    |

| Loc | Țară                  | 2014    | 2015    | 2016    | 2017   | 2018     | 2019     | 2020     | 2021       | 2022       |
| --- | --------------------- | ------- | ------- | ------- | ------ | -------- | -------- | -------- | ---------- | ---------- |
| -   | Liechtenstein         | 7.463,5 | 9.894,9 | 9.916,2 | 10.010 | 11.295,3 | 11.332,1 | 11.285,1 | 12.582,3 p | 11.600,7 p |
| -   | Elveția               | 843,9   | 859,2   | 872,1   | 870,1  | 935,0    | 963,9    | 940,6    | 977,1 p    | 1.030,8 p  |
| -   | Islanda               | 128,3   | 136,0   | 116,3   | 163,1  | 93,6     | 138,7    | 111,9    | 169,1      | 127,6 p    |
| -   | Norvegia              | 103,0   | 98,3    | 99,9    | 100,6  | 114,8    | 120,8    | 121,2    | 116,3      | 121,7 p    |
|     |                       |         |         |         |        |          |          |          |            |            |
| -   | Turcia                | 5,2     | 5,7     | 6,6     | 11,3   | 7,1 be   | 5,7 be   | 7,3      | 8,7        | N/A        |
| -   | Serbia                | 1,5     | 0,6     | 0,1     | 1,4    | 1,3      | 1,3      | 1,2      | 2,9        | 1,8 p      |
| -   | Muntenegru            | 0,0     | 0,0     | 1,6     | 1,6    | 3,2      | 0,0      | 3,2      | 1,6        | 0,0 p      |
| -   | Albania               | 1,0     | 0,0     | 0,7     | 0,0    | 0,0      | 0,7      | 0,0      | 1,1        | N/A        |
| -   | Macedonia de Nord     | 0,5     | 0,0     | 0,5     | 0,0    | 0,0      | 0,5      | 0,5      | 2,6 b      | 1,1 p      |
|     |                       |         |         |         |        |          |          |          |            |            |
| -   | Bosnia și Herțegovina | 0,0     | 0,0     | 0,6     | 0,0    | 0,3 p    | N/A      | N/A      | N/A        | N/A        |

b - întrerupere în seriile temporale

e - date estimate

p - date provizorii

ep - date estimate, date provizorii

be - întrerupere în seriile temporale, date estimate

bp - întrerupere în seriile temporale, date provizorii

bep - întrerupere în seriile temporale, date estimate, date provizorii

Sursa: Eurostat (online data code: sdg_09_40)
| Loc | Țară              | 2014    | 2015    | 2016  | 2017    | 2018    | 2019      | 2020     | 2021      | 2022      |
|     |                   |         |         |       |         |         |           |          |           |           |
| --- | ----------------- | ------- | ------- | ----- | ------- | ------- | --------- | -------- | --------- | --------- |
| -   | Uniunea Europeană | 140,3 b | 139,4 b | 141,5 | 145,5 b | 151,5 e | 152,1 bep | 150,3 ep | 152,4 bep | 153,4 bep |
| 1   | Danemarca         | 348,0   | 333,6   | 323,0 | 353,9   | 394,9   | 387,5     | 393,0    | 442,2     | 434,2 p   |
| 2   | Suedia            | 322,6   | 324,4   | 333,7 | 350,6   | 377,4   | 391,1     | 382,3    | 445,2     | 401,4 p   |
| 3   | Țările de Jos     | 373,6   | 373,4   | 374,7 | 370,1   | 371,4   | 361,8     | 336,6    | 361,7     | 363,2 p   |
| 4   | Germania          | 319,8   | 307,5   | 310,9 | 315,6   | 330,1   | 334,6     | 326,2    | 317,5     | 314,5 p   |
| 5   | Finlanda          | 331,8   | 302,4   | 288,8 | 276,0   | 283,4   | 288,5     | 294,8    | 339,1     | 285,0 p   |
| 6   | Austria           | 250,2   | 251,9   | 254,0 | 272,1   | 281,4   | 284,9     | 277,9    | 266,4     | 283,0 p   |
| 7   | Luxemburg         | 179,8   | 149,2   | 202,7 | 177,8 b | 169,4   | 193,6     | 211,0    | 470,5     | 229,0 p   |
| 8   | Belgia            | 195,0   | 190,4   | 204,8 | 196,9   | 204,5   | 205,0     | 202,9    | 213,7 p   | 216,7 p   |
| 9   | Franța            | 152,7 b | 155,8   | 157,3 | 161,5   | 161,3   | 157,2 p   | 159,8 p  | 158,7 p   | 162,7 p   |
| 10  | Irlanda           | 121,3   | 104,2   | 117,1 | 113,8   | 110,3 e | 119,0 e   | 132,4    | 166,4     | 135,8 p   |
| 11  | Italia            | 71,8    | 77,0    | 79,7  | 83,6    | 86,5    | 87,2 b    | 90,3     | 88,2 p    | 94,2 p    |
| 12  | Slovenia          | 80,0    | 72,2    | 78,5  | 73,6    | 65,6    | 80,9      | 105,6    | 64,3      | 80,0 p    |
| 13  | Malta             | 9,2     | 24,7    | 15,4  | 38,5    | 28,9    | 45,6      | 40,8     | 76,5      | 58,8 p    |
| 14  | Spania            | 38,4    | 38,7    | 40,5  | 46,0    | 48,0    | 49,3      | 46,8     | 45,0 p    | 50,5 p    |
| 15  | Estonia           | 27,4    | 27,4 b  | 34,2  | 43,3    | 37,8    | 39,9      | 44,4     | 52,7      | 47,5 p    |
| 16  | Portugalia        | 13,8    | 14,7    | 17,7  | 16,8    | 26,4    | 29,9      | 25,7     | 29,5 bp   | 35,0 bp   |
| 17  | Cehia             | 24,2    | 27,2    | 26,9  | 28,0    | 34,2    | 25,6      | 27,4     | 22,2 b    | 31,4 bp   |
| 18  | Lituania          | 8,5     | 14,1    | 8,7   | 9,9     | 13,6    | 12,2      | 19,3     | 25,4      | 30,1 p    |
| 19  | Ungaria           | 23,9    | 20,1    | 20,3  | 21,7    | 25,1    | 23,3      | 25,3     | 19,8      | 24,9 p    |
| 20  | Polonia           | 16,5    | 18,7    | 15,0  | 17,8    | 20,2 e  | 18,0 e    | 17,6 ep  | 16,3 ep   | 23,6 ep   |
| 21  | Grecia            | 11,5    | 10,8    | 8,7   | 12,5    | 14,0    | 15,7      | 15,8     | 20,9 e    | 23,0 p    |
| 22  | Cipru             | 11,7    | 16,5    | 17,6  | 16,3    | 14,9    | 19,3      | 26,9     | 39,4 p    | 21,0 p    |
| 23  | Letonia           | 4,5     | 15,2    | 5,6   | 8,2     | 9,3     | 12,0      | 20,0     | 11,9      | 18,5 p    |
| 24  | Slovacia          | 7,8     | 11,8    | 11,6  | 12,3    | 14,5    | 14,3      | 17,6     | 10,9      | 17,4 p    |
| 25  | Croația           | 5,4     | 4,8     | 7,0   | 4,8     | 7,6     | 9,3       | 9,6      | 7,4 bp    | 14,1 bp   |
| 26  | Bulgaria          | 4,6     | 6,0     | 3,8   | 5,1     | 6,1     | 6,9       | 8,9      | 7,0       | 8,4 p     |
| 27  | România           | 4,5     | 6,5     | 6,5   | 8,1'    | 11,3    | 8,4 e     | 5,6 e    | 2,5 e     | 4,5 ep    |

| Loc | Țară                  | 2014    | 2015    | 2016  | 2017  | 2018    | 2019    | 2020    | 2021      | 2022      |
| --- | --------------------- | ------- | ------- | ----- | ----- | ------- | ------- | ------- | --------- | --------- |
| -   | Liechtenstein         | 1.181,3 | 1.760,3 | 1.034 | 1.001 | 1.385,8 | 1.270,7 | 1.388,1 | 8.206,2 p | 1.029,6 p |
| -   | Elveția               | 559,3   | 608,2   | 584,6 | 583,7 | 619,1   | 647,9   | 646,2   | 841,6 p   | 664,0 p   |
| -   | Islanda               | 100,8   | 120,9   | 86,5  | 131,0 | 87,9    | 127,6   | 109,2   | 163,7     | 124,8 p   |
| -   | Norvegia              | 115,8   | 108,9   | 107,6 | 102,7 | 110,9   | 112,2   | 116,6   | 117,0     | 116,1 p   |
|     |                       |         |         |       |       |         |         |         |           |           |
| -   | Turcia                | 5,8     | 6,4     | 7,0   | 12,0  | 7,5 be  | 6,2 be  | 7,8     | 8,8       | N/A       |
| -   | Serbia                | 3,0     | 1,7     | 1,1   | 3,7   | 2,7     | 2,3     | 3,0     | 3,9       | 3,7 p     |
| -   | Muntenegru            | 0,0     | 0,0     | 3,2   | 1,6   | 3,2     | 0,0     | 11,3    | 3,2       | 0,0 p     |
| -   | Macedonia de Nord     | 0,5     | 0,5     | 1,0   | 0,0   | 0,0     | 0,0     | 0,5     | 2,6 b     | 1,1 p     |
| -   | Albania               | 1,0     | 0,0     | 0,7   | 0,0   | 0,0     | 0,7     | 0,4     | 1,1       | N/A       |
|     |                       |         |         |       |       |         |         |         |           |           |
| -   | Bosnia și Herțegovina | 0,8     | 0,5     | 0,3   | 0,6   | 1,1 p   | N/A     | N/A     | N/A       | N/A       |

b - întrerupere în seriile temporale

e - date estimate

p - date provizorii

ep - date estimate, date provizorii

be - întrerupere în seriile temporale, date estimate

bp - întrerupere în seriile temporale, date provizorii

bep - întrerupere în seriile temporale, date estimate, date provizorii

Sursa: Eurostat (online data code: sdg_09_40)

### Personal implicat în activități de cercetare și dezvoltare

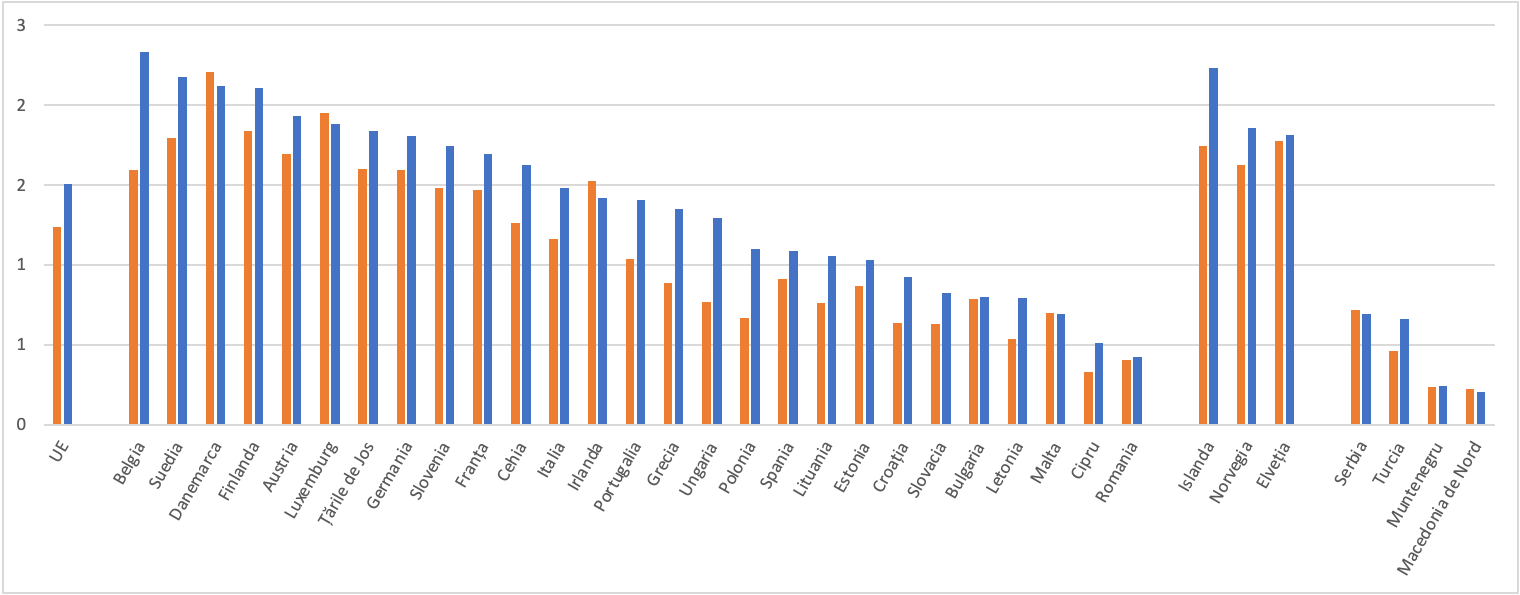
2017
2022
Sursa: Eurostat (online data code: sdg_09_30)

Acest indicator măsoară ponderea personalului de cercetare și dezvoltare în următoarele sectoare: întreprinderi, administrație publică, învățământ superior și privat non-profit. Datele sunt prezentate în echivalent normă întreagă ca pondere din forța de muncă. Personalul de cercetare și dezvoltare este format din persoane implicate direct în activități de cercetare și dezvoltare, ceea ce se referă la munca creativă și sistematică întreprinsă pentru a crește volumul de cunoștințe, inclusiv cunoștințe despre omenire, cultură și societate, și pentru a concepe noi aplicații ale cunoștințelor disponibile. În plus, personalul de cercetare și dezvoltare include și pe cei care furnizează servicii directe pentru activitățile de cercetare și dezvoltare, cum ar fi managerii de cercetare și dezvoltare, administratorii, tehnicienii și personalul de birou.
| Loc | Țară              | 2013     | 2014     | 2015     | 2016     | 2017     | 2018     | 2019     | 2020      | 2021      |
|     |                   |          |          |          |          |          |          |          |           |           |
| --- | ----------------- | -------- | -------- | -------- | -------- | -------- | -------- | -------- | --------- | --------- |
| -   | Uniunea Europeană | 1,1523 e | 1,1713 e | 1,2073 e | 1,2389 e | 1,3007 e | 1,3654 e | 1,4045 e | 1,4413 e  | 1,5039 p  |
| 1   | Belgia            | 1,3837   | 1,4775   | 1,5727   | 1,5944   | 1,6725   | 1,7705   | 1,8527   | 1,9323 e  | 2,3342 bp |
| 2   | Suedia            | 1,6461 e | 1,6833 e | 1,6717 e | 1,7944 e | 1,7298   | 1,7684   | 1,7523   | 1,8121    | 2,1736 bd |
| 3   | Danemarca         | 2,0869   | 2,1016   | 2,1492   | 2,2088   | 2,0990   | 2,0670   | 2,1239 p | 2,1242 p  | 2,1160 p  |
| 4   | Finlanda          | 2,0413   | 2,0127   | 1,9499   | 1,8348   | 1,8817   | 1,8987   | 1,9527   | 2,0365    | 2,1085 d  |
| 5   | Austria           | 1,5468   | 1,6323 e | 1,6458   | 1,6956 e | 1,7073   | 1,7909 e | 1,8591   | 1,8414 e  | 1,9280 e  |
| 6   | Luxemburg         | 1,9819   | 2,0124   | 1,9197   | 1,9506   | 1,9388   | 1,8534   | 1,9046   | 1,8593    | 1,8838 p  |
| 7   | Țările de Jos     | 1,5032 b | 1,5210   | 1,5495   | 1,6000   | 1,6562   | 1,7126   | 1,7307   | 1,7883    | 1,8399 p  |
| 8   | Germania          | 1,4661   | 1,5009   | 1,5831   | 1,5939   | 1,6560   | 1,7071   | 1,7602   | 1,7827    | 1,8050 p  |
| 9   | Slovenia          | 1,5508   | 1,5123   | 1,4456   | 1,4787   | 1,4669   | 1,5592   | 1,6865   | 1,6750    | 1,7416 p  |
| 10  | Franța            | 1,4246   | 1,4207   | 1,4497   | 1,4689   | 1,5017   | 1,5328   | 1,5673   | 1,6116 ep | 1,6916    |
| 11  | Cehia             | 1,1889   | 1,2379   | 1,2773   | 1,2588   | 1,3288   | 1,4234   | 1,5068   | 1,5497    | 1,6233 p  |
| 12  | Italia            | 1,0076   | 1,0111   | 1,0521   | 1,1646 b | 1,2693   | 1,3810   | 1,4252   | 1,4257    | 1,4783    |
| 13  | Irlanda           | 1,4539   | 1,5231   | 1,4457   | 1,5216 e | 1,4826   | 1,3580 e | 1,3660   | 1,4224 e  | 1,4207 p  |
| 14  | Portugalia        | 0,9562   | 0,9606   | 0,9850   | 1,0348   | 1,1187   | 1,1789   | 1,2423   | 1,3559    | 1,4075    |
| 15  | Grecia            | 0,8833   | 0,9146   | 1,0492   | 0,8839   | 1,0133   | 1,1030   | 1,1631   | 1,3244    | 1,3477 p  |
| 16  | Ungaria           | 0,8603   | 0,8233   | 0,7998   | 0,7650   | 0,8617   | 1,1582 b | 1,2049   | 1,2646    | 1,2933    |
| 17  | Polonia           | 0,5615   | 0,6218   | 0,6511   | 0,6692   | 0,8623   | 0,9752   | 0,9946   | 1,0582    | 1,1021    |
| 18  | Spania            | 0,8823   | 0,8777   | 0,8823   | 0,9087   | 0,9564   | 0,9983   | 1,0148   | 1,0312    | 1,0891 p  |
| 19  | Lituania          | 0,7716   | 0,8160   | 0,7397   | 0,7623   | 0,8222   | 0,8461   | 0,9179   | 1,0011    | 1,0531    |
| 20  | Estonia           | 0,8862   | 0,8853   | 0,8618   | 0,8664   | 0,9108   | 0,9312   | 0,9644   | 0,9683    | 1,0293 p  |
| 21  | Croația           | 0,5769   | 0,5368   | 0,5708   | 0,6388   | 0,6518   | 0,7307   | 0,8197   | 0,8796    | 0,9259    |
| 22  | Slovacia          | 0,6182   | 0,6327   | 0,6294   | 0,6312   | 0,6782   | 0,7267   | 0,7627   | 0,8150    | 0,8253    |
| 23  | Bulgaria          | 0,5291   | 0,5854   | 0,6876   | 0,7844   | 0,7118   | 0,7978   | 0,8071   | 0,8187    | 0,7963    |
| 24  | Letonia           | 0,5484   | 0,5953   | 0,5772   | 0,5361   | 0,5691   | 0,6150   | 0,6370   | 0,7060    | 0,7908 p  |
| 25  | Malta             | 0,7135   | 0,7292   | 0,6902   | 0,6998   | 0,6822   | 0,6295   | 0,6129   | 0,6891    | 0,6914    |
| 26  | Cipru             | 0,2933   | 0,3020   | 0,3016   | 0,3323   | 0,3682   | 0,4285   | 0,4876   | 0,5082    | 0,5144 p  |
| 27  | România           | 0,4126   | 0,3947   | 0,3899   | 0,4039   | 0,4025   | 0,3960   | 0,3914   | 0,4103    | 0,4218 p  |

| Loc | Țară              | 2013     | 2014     | 2015   | 2016   | 2017   | 2018   | 2019   | 2020   | 2021      |
| --- | ----------------- | -------- | -------- | ------ | ------ | ------ | ------ | ------ | ------ | --------- |
| -   | Islanda           | 1,5636 b | N/A      | 1,6250 | 1,7457 | 1,6783 | 1,6435 | N/A    | N/A    | 2,2293    |
| -   | Norvegia          | 1,4564   | 1,5155   | 1,5736 | 1,6218 | 1,7111 | 1,7070 | 1,7679 | 1,7683 | 1,8556 dp |
| -   | Elveția           | N/A      | N/A      | 1,7718 | N/A    | 1,6836 | N/A    | 1,8105 | N/A    | N/A       |
|     |                   |          |          |        |        |        |        |        |        |           |
| -   | Serbia            | 0,6031   | 0,6452   | 0,7242 | 0,7153 | 0,6865 | 0,6858 | 0,6826 | 0,7135 | 0,6957    |
| -   | Turcia            | 0,4140 e | 0,4110 e | 0,4231 | 0,4602 | 0,4986 | 0,5487 | 0,5778 | 0,6629 | N/A       |
| -   | Muntenegru        | 0,2126   | 0,2297   | 0,2548 | 0,2337 | 0,2279 | 0,2499 | 0,2446 | N/A    | N/A       |
| -   | Macedonia de Nord | 0,1645   | 0,2059   | 0,2139 | 0,2244 | 0,1974 | 0,2109 | 0,2021 | 0,2159 | N/A       |

b - întrerupere în seriile temporale

e - date estimate

p - date provizorii

d - definiții diferite

bd - întrerupere în seriile temporale, definiții diferite

bp - întrerupere în seriile temporale, date provizorii

ep - date estimate, date provizorii

Sursa: Eurostat (online data code: sdg_09_30)

### Intensitatea emisiilor în atmosferă din industrie

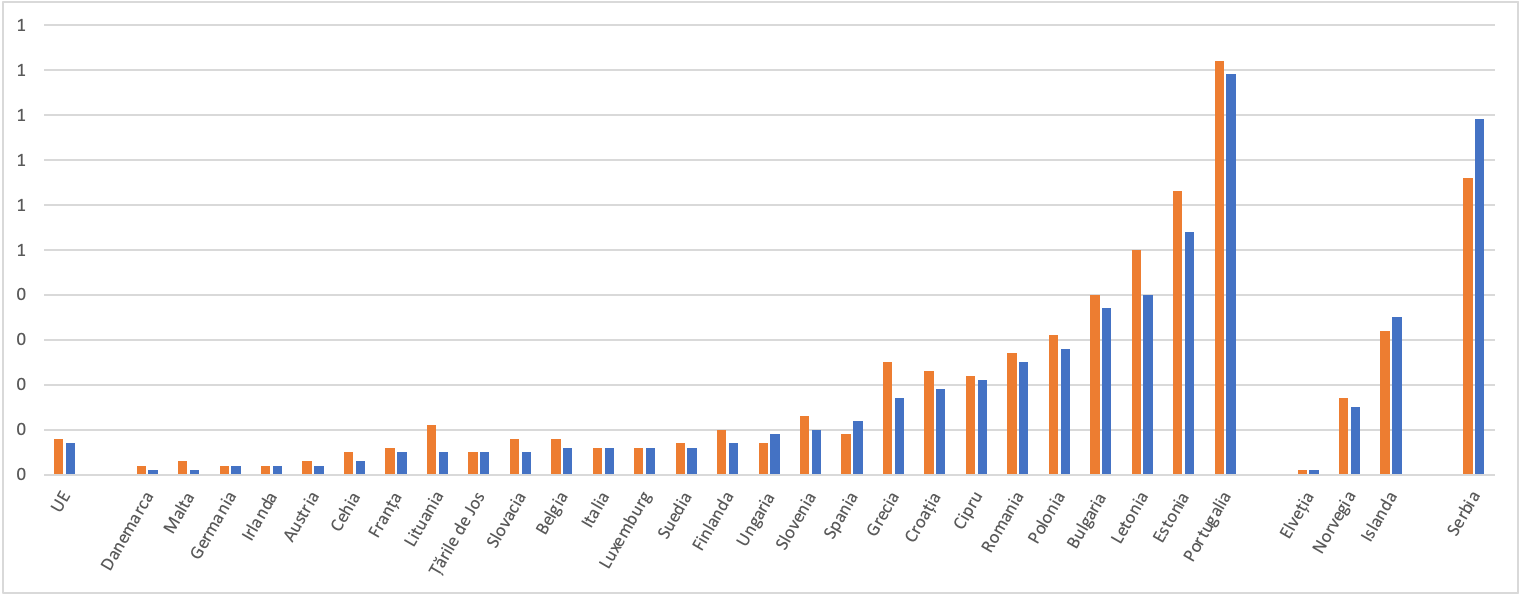
2015
2020
Sursa: Eurostat (online data code: sdg_09_70)

Acest indicator măsoară intensitatea emisiilor de particule (PM10 și PM2,5) din sectorul de producție (NACE Rev. 2 sector „C”). Emisiile în aer sunt definite ca fluxuri de materiale gazoase și sub formă de particule emise în atmosferă. Particulele fine grosiere PM10 au mai puțin de 10 micrometri în diametru și pot fi inhalate adânc în plămâni, unde pot provoca inflamații și exacerba starea persoanelor care suferă de boli cardiace și pulmonare. Particulele fine PM2,5 au mai puțin de 2,5 micrometri în diametru și sunt, prin urmare, un subset al particulelor PM10. Efectele lor negative asupra sănătății sunt mai grave decât cele ale PM10, deoarece pot pătrunde mai adânc în plămâni și pot fi mai toxice. Intensitatea emisiilor este calculată prin împărțirea emisiilor de PM ale sectorului la valoarea adăugată brută (VAB), care este definită ca producție (la prețuri de bază) minus consumul intermediar (la prețuri de achiziție).
| Loc | Țară              | 2013 | 2014 | 2015 | 2016 | 2017 | 2018 | 2019 | 2020 | 2021 |
|     |                   |      |      |      |      |      |      |      |      |      |
| --- | ----------------- | ---- | ---- | ---- | ---- | ---- | ---- | ---- | ---- | ---- |
| -   | Uniunea Europeană | 0,08 | 0,08 | 0,08 | 0,08 | 0,08 | 0,07 | 0,07 | 0,07 | N/A  |
| 1   | Danemarca         | 0,02 | 0,02 | 0,02 | 0,02 | 0,01 | 0,01 | 0,01 | 0,01 | N/A  |
| 2   | Malta             | 0,03 | 0,03 | 0,03 | 0,03 | 0,02 | 0,02 | 0,01 | 0,01 | N/A  |
| 3   | Germania          | 0,03 | 0,02 | 0,02 | 0,02 | 0,02 | 0,02 | 0,02 | 0,02 | N/A  |
| 4   | Irlanda           | 0,04 | 0,04 | 0,02 | 0,02 | 0,02 | 0,02 | 0,02 | 0,02 | N/A  |
| 5   | Austria           | 0,04 | 0,03 | 0,03 | 0,03 | 0,03 | 0,02 | 0,02 | 0,02 | N/A  |
| 6   | Cehia             | 0,07 | 0,07 | 0,05 | 0,05 | 0,04 | 0,04 | 0,03 | 0,03 | N/A  |
| 7   | Franța            | 0,06 | 0,06 | 0,06 | 0,06 | 0,06 | 0,05 | 0,05 | 0,05 | N/A  |
| 8   | Lituania          | 0,09 | 0,11 | 0,11 | 0,08 | 0,07 | 0,13 | 0,05 | 0,05 | N/A  |
| 9   | Țările de Jos     | 0,06 | 0,06 | 0,05 | 0,05 | 0,05 | 0,05 | 0,05 | 0,05 | N/A  |
| 10  | Slovacia          | 0,11 | 0,09 | 0,08 | 0,07 | 0,07 | 0,06 | 0,05 | 0,05 | N/A  |
| 11  | Belgia            | 0,08 | 0,08 | 0,08 | 0,08 | 0,07 | 0,07 | 0,06 | 0,06 | N/A  |
| 12  | Italia            | 0,07 | 0,07 | 0,06 | 0,06 | 0,06 | 0,06 | 0,06 | 0,06 | N/A  |
| 13  | Luxemburg         | 0,09 | 0,08 | 0,06 | 0,05 | 0,08 | 0,07 | 0,07 | 0,06 | N/A  |
| 14  | Suedia            | 0,09 | 0,08 | 0,07 | 0,06 | 0,06 | 0,06 | 0,06 | 0,06 | 0,05 |
| 15  | Finlanda          | 0,10 | 0,10 | 0,10 | 0,10 | 0,09 | 0,09 | 0,07 | 0,07 | N/A  |
| 16  | Ungaria           | 0,07 | 0,08 | 0,07 | 0,08 | 0,08 | 0,09 | 0,09 | 0,09 | N/A  |
| 17  | Slovenia          | 0,13 | 0,15 | 0,13 | 0,12 | 0,12 | 0,11 | 0,10 | 0,10 | N/A  |
| 18  | Spania            | 0,09 | 0,09 | 0,09 | 0,10 | 0,10 | 0,11 | 0,11 | 0,12 | N/A  |
| 19  | Grecia            | 0,22 | 0,24 | 0,25 | 0,23 | 0,21 | 0,20 | 0,19 | 0,17 | N/A  |
| 20  | Croația           | 0,27 | 0,24 | 0,23 | 0,20 | 0,21 | 0,19 | 0,19 | 0,19 | N/A  |
| 21  | Cipru             | 0,20 | 0,25 | 0,22 | 0,20 | 0,21 | 0,19 | 0,19 | 0,21 | N/A  |
| 22  | România           | 0,31 | 0,28 | 0,27 | 0,27 | 0,24 | 0,23 | 0,24 | 0,25 | N/A  |
| 23  | Polonia           | 0,36 | 0,33 | 0,31 | 0,29 | 0,31 | 0,29 | 0,28 | 0,28 | N/A  |
| 24  | Bulgaria          | 0,24 | 0,36 | 0,40 | 0,28 | 0,28 | 0,28 | 0,37 | 0,37 | N/A  |
| 25  | Letonia           | 0,44 | 0,54 | 0,50 | 0,45 | 0,44 | 0,43 | 0,41 | 0,40 | N/A  |
| 26  | Estonia           | 0,69 | 0,84 | 0,63 | 0,57 | 0,58 | 0,50 | 0,44 | 0,54 | N/A  |
| 27  | Portugalia        | 0,97 | 0,96 | 0,92 | 0,89 | 0,85 | 0,82 | 0,82 | 0,89 | N/A  |

| Loc | Țară     | 2013 | 2014 | 2015 | 2016 | 2017 | 2018 | 2019 | 2020 | 2021 |
| --- | -------- | ---- | ---- | ---- | ---- | ---- | ---- | ---- | ---- | ---- |
| -   | Elveția  | 0,02 | 0,02 | 0,01 | 0,01 | 0,01 | 0,01 | 0,01 | N/A  | N/A  |
| -   | Norvegia | 0,19 | 0,17 | 0,17 | 0,17 | 0,16 | 0,15 | 0,15 | 0,15 | N/A  |
| -   | Islanda  | 0,33 | 0,30 | 0,32 | 0,26 | 0,22 | 0,24 | 0,33 | 0,35 | 0,32 |
|     |          |      |      |      |      |      |      |      |      |      |
| -   | Serbia   | 0,66 | 0,60 | 0,66 | 0,73 | 0,75 | 0,81 | 0,80 | 0,79 | N/A  |

Sursa: Eurostat (online data code: sdg_09_70)

### Ponderea autobuzelor și a trenurilor în transportul intern de pasageri

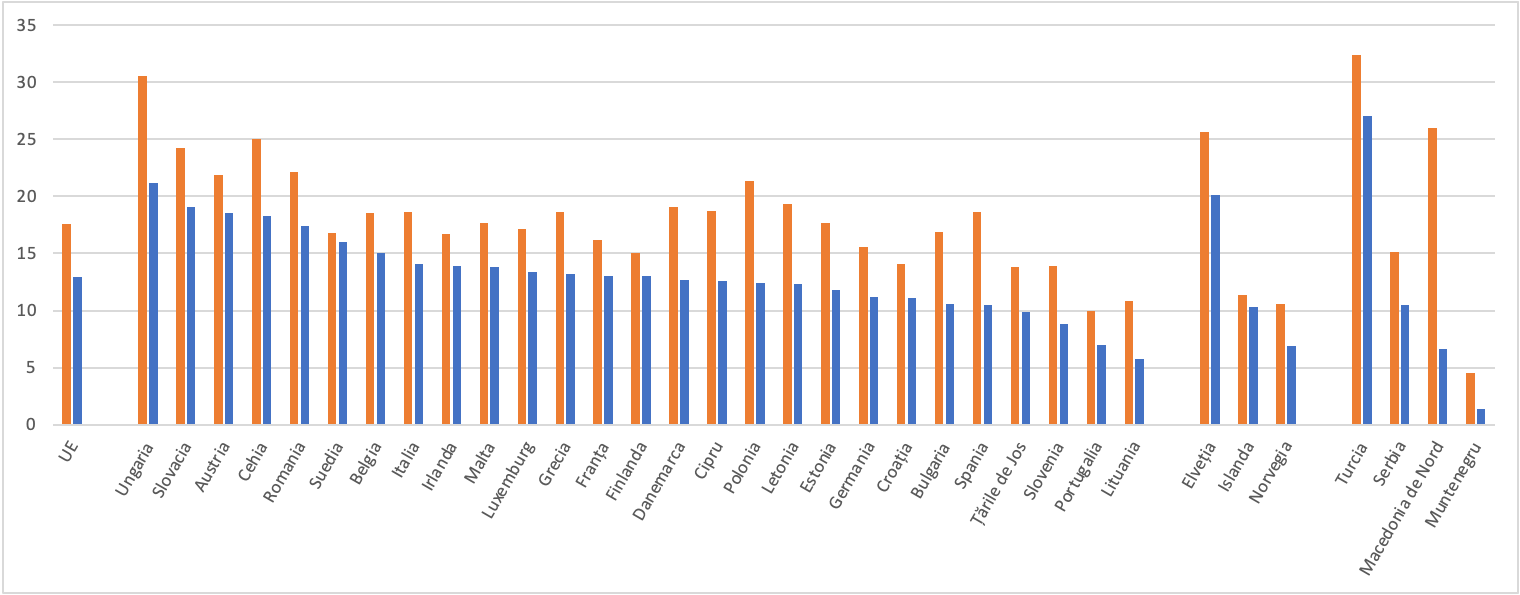
2016
2021
Sursa: Eurostat (online data code: sdg_09_50)

Acest indicator măsoară ponderea autobuzelor, inclusiv a autocarelor și troleibuzelor, și a trenurilor în transportul interior de pasageri, exprimată în pasageri-kilometri (pkm). Transportul de pasageri include transportul cu autoturisme, autobuze și autocare și trenuri, dar exclude transportul pe căile navigabile interioare, transportul aerian și maritim. Toate datele se bazează pe deplasările pe teritoriile naționale, indiferent de naționalitatea vehiculului. Datele rutiere provin dintr-o colectare voluntară și nu sunt pe deplin armonizate la nivelul UE. Sistemele de tramvai și metrou nu sunt incluse, deoarece metodologia de colectare a datelor pentru aceste mijloace de transport nu este suficient armonizată între statele membre.
| Loc | Țară              | 2013   | 2014    | 2015   | 2016    | 2017   | 2018    | 2019   | 2020   | 2021   |
|     |                   |        |         |        |         |        |         |        |        |        |
| --- | ----------------- | ------ | ------- | ------ | ------- | ------ | ------- | ------ | ------ | ------ |
| -   | Uniunea Europeană | 18,0 e | 17,6 be | 17,6 e | 17,5 be | 17,2 e | 17,3 be | 17,6 e | 12,9 e | 13,7 e |
| 1   | Ungaria           | 31,7   | 31,4    | 30,5 e | 30,8 e  | 30,0 e | 28,1 e  | 27,1 e | 21,2 e | 20,7 e |
| 2   | Slovacia          | 21,9 e | 22,4 e  | 24,2 e | 25,2 e  | 25,6 e | 26,1 e  | 26,2 e | 19,1 e | 16,3 e |
| 3   | Austria           | 22,2   | 22,1    | 21,9   | 22,0    | 22,0   | 23,0 be | 23,6 e | 18,5 e | 18,8 e |
| 4   | Cehia             | 25,6   | 27,2 e  | 25,0   | 24,7    | 25,3   | 25,3    | 25,0   | 18,3   | 15,0   |
| 5   | România           | 21,1 e | 21,5 e  | 22,1 e | 21,7 e  | 22,2 e | 21,2 e  | 21,1 e | 17,4 e | 17,0 e |
| 6   | Suedia            | 16,6 e | 16,5 e  | 16,8 e | 19,5 e  | 19,6 e | 19,6 e  | 20,5 e | 16,0 e | 15,9 e |
| 7   | Belgia            | 22,2 e | 19,0 be | 18,5 e | 18,1 e  | 18,0 e | 18,3 e  | 18,6 e | 15,0 e | 14,4 e |
| 8   | Italia            | 20,3   | 19,2    | 18,6   | 18,0    | 17,3   | 18,0    | 18,0   | 14,1   | 17,2   |
| 9   | Irlanda           | 16,8 e | 17,7 e  | 16,7 e | 16,6 e  | 17,4 e | 18,3 e  | 18,2 e | 13,9 e | 14,3 e |
| 10  | Malta             | 17,0 e | 16,9 e  | 17,7 e | 17,4 e  | 17,5 e | 17,5 e  | 18,2 e | 13,8 e | 14,1 e |
| 11  | Luxemburg         | 17,2 e | 16,4 e  | 17,1 e | 16,9 e  | 17,1 e | 17,1 e  | 17,4 e | 13,4 e | 13,7 e |
| 12  | Grecia            | 18,7 e | 18,6 e  | 18,6 e | 18,1 e  | 17,5 e | 17,3 e  | 17,0 e | 13,2 e | 12,9 e |
| 13  | Franța            | 16,3   | 16,1    | 16,2   | 16,2    | 16,4   | 16,2    | 16,7   | 13,0   | 14,0   |
| 14  | Finlanda          | 15,1   | 14,8    | 15,0   | 17,5    | 15,8   | 15,8    | 16,1   | 13,0   | 12,3   |
| 15  | Danemarca         | 20,1 e | 19,5 e  | 19,1 e | 18,6 e  | 18,5 e | 18,0 e  | 17,3 e | 12,7 e | 13,3 e |
| 16  | Cipru             | 18,5 e | 18,2 e  | 18,7 e | 18,6 e  | 19,0 e | 18,9 e  | 18,5 e | 12,6 e | 12,7 e |
| 17  | Polonia           | 22,0   | 21,8    | 21,3   | 20,7    | 20,3 e | 19,6 e  | 20,1 e | 12,4 e | 13,7 e |
| 18  | Letonia           | 22,7   | 21,0    | 19,3   | 18,5    | 17,3   | 17,3    | 17,2   | 12,3   | 11,5   |
| 19  | Estonia           | 16,1 e | 16,0 e  | 17,7 e | 20,2 e  | 19,8 e | 19,6 e  | 20,1 e | 11,8 e | 10,7 e |
| 20  | Germania          | 15,5   | 15,5    | 15,6   | 15,7    | 16,0   | 16,1    | 16,7   | 11,2   | 11,2   |
| 21  | Croația           | 14,5   | 14,9    | 14,1   | 15,0    | 15,7   | 15,2    | 15,8   | 11,1   | 11,2   |
| 22  | Bulgaria          | 17,0 e | 17,7 e  | 16,9 e | 16,3 e  | 15,2 e | 14,2 e  | 15,3 e | 10,6 e | 10,1 e |
| 23  | Spania            | 19,3   | 17,3    | 18,6   | 18,4 be | 14,8 e | 15,1 e  | 15,4 e | 10,5 e | 12,6 e |
| 24  | Țările de Jos     | 14,0 e | 14,5 e  | 13,8 e | 14,0 e  | 14,3 e | 14,4 e  | 14,4 e | 9,9 e  | 10,6 e |
| 25  | Slovenia          | 13,7 e | 13,7 e  | 13,9 e | 13,7 e  | 13,5 e | 13,6 e  | 13,4 e | 8,8 e  | 10,0 e |
| 26  | Portugalia        | 9,3 e  | 9,0 e   | 10,0 e | 9,6 e   | 10,4 e | 10,5 e  | 10,7 e | 7,0 e  | 8,7 e  |
| 27  | Lituania          | 8,6    | 11,7    | 10,8   | 10,1    | 8,9    | 9,6     | 9,4 e  | 5,8 e  | 5,3 e  |

| Loc | Țară              | 2013   | 2014   | 2015   | 2016   | 2017   | 2018   | 2019   | 2020   | 2021   |
| --- | ----------------- | ------ | ------ | ------ | ------ | ------ | ------ | ------ | ------ | ------ |
| -   | Elveția           | 25,0 e | 25,4 e | 25,6 e | 25,7 e | 25,5 e | 25,2 e | 26,1 e | 20,1 e | 20,5 e |
| -   | Islanda           | 11,4 e | 11,4 e | 11,4 e | 11,4 e | 11,4 e | 11,3 e | 11,4 e | 10,3 e | 11,0 e |
| -   | Norvegia          | 10,2   | 10,2   | 10,6 e | 10,9 e | 10,4 e | 10,7 e | 10,9 e | 6,9 e  | 6,7 e  |
|     |                   |        |        |        |        |        |        |        |        |        |
| -   | Turcia            | 36,3   | 35,1   | 32,4   | 29,9   | 29,7 e | 31,5   | 31,4   | 27,0   | 26,0 e |
| -   | Serbia            | 16,2 e | 14,3 e | 15,1 e | 13,8 e | 13,4 e | 14,9 e | 13,6 e | 10,5 e | 11,2 e |
| -   | Macedonia de Nord | 29,4   | 27,4   | 26,0   | 23,0   | 22,8   | 23,6   | 21,4   | 6,6    | 5,7    |
| -   | Muntenegru        | 4,3 e  | 4,4 e  | 4,5 e  | 4,2 e  | 3,6 e  | 3,6 e  | 3,4 e  | 1,4 e  | 1,5 e  |

b - întrerupere în seriile temporale

e - date estimate

be - întrerupere în seriile temporale, date estimate

Sursa: Eurostat (online data code: sdg_09_50)

### Ponderea căilor ferate și a căilor navigabile interioare în transportul intern de mărfuri

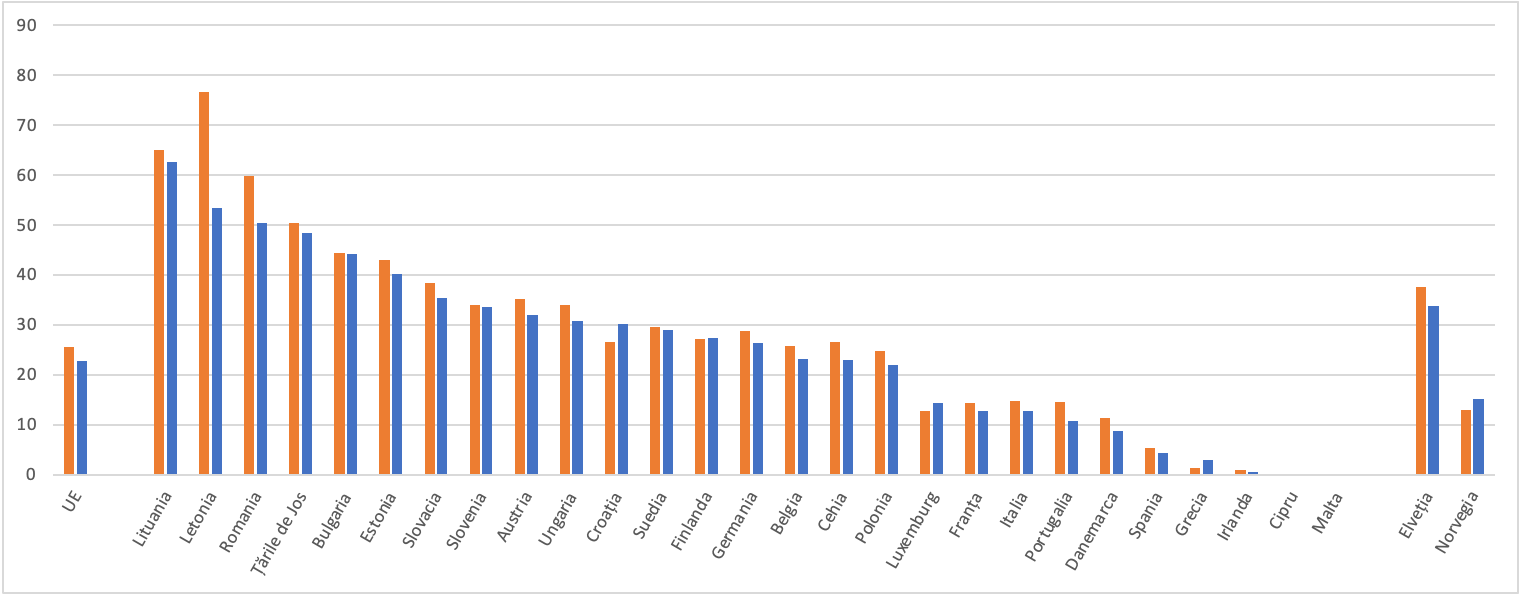
2016
2021
Sursa: Eurostat (online data code: sdg_09_60)

Acest indicator măsoară ponderea transportului feroviar și a căilor navigabile interioare în transportul interior de marfă, exprimată în tone-kilometri (tkm). Transportul interior de mărfuri include transportul rutier, feroviar și pe căi navigabile interioare. Toate datele se bazează pe deplasări pe teritoriul național, transportul feroviar și pe căi navigabile interioare se colectează pe baza deplasărilor pe teritoriul național, indiferent de naționalitatea trenului sau a navei. Activitatea de transport rutier se colectează în funcție de țara de înmatriculare a vehiculului, indiferent de teritoriul pe care se desfășoară activitatea. Activitatea este redistribuită pe teritoriul unde se desfășoară efectiv deplasarea prin modelarea itinerariului de călătorie probabil pe rețeaua rutieră europeană. Nu sunt incluse transportul de marfă maritim și aerian.
| Loc | Țară              | 2013   | 2014   | 2015   | 2016   | 2017   | 2018    | 2019   | 2020   | 2021   |
|     |                   |        |        |        |        |        |         |        |        |        |
| --- | ----------------- | ------ | ------ | ------ | ------ | ------ | ------- | ------ | ------ | ------ |
| -   | Uniunea Europeană | 26,1 e | 26,1 e | 25,9 e | 25,5 e | 24,6 e | 24,4 e  | 23,7 e | 22,6 e | 22,7 e |
| 1   | Lituania          | 66,6   | 68,1   | 65,9   | 65,0   | 66,7   | 67,9    | 67,4   | 64,7   | 62,5   |
| 2   | Letonia           | 81,2   | 81,2   | 79,8   | 76,6   | 74,0   | 75,8    | 73,6   | 56,5   | 53,4   |
| 3   | România           | 59,7   | 59,2   | 62,0   | 59,7   | 57,6   | 56,0    | 55,0   | 54,5   | 50,3   |
| 4   | Țările de Jos     | 51,8   | 51,8   | 51,6   | 50,3   | 50,6   | 49,4    | 48,7   | 47,6   | 48,3   |
| 5   | Bulgaria          | 44,0   | 45,1   | 45,3   | 44,4   | 43,4   | 43,8    | 52,9   | 49,4   | 44,1   |
| 6   | Estonia           | 64,0   | 55,2   | 52,4   | 42,9   | 44,4   | 46,2    | 42,0   | 38,6   | 40,1   |
| 7   | Slovacia          | 43,6   | 42,9   | 39,8   | 38,3   | 36,5   | 35,6    | 34,5   | 32,0   | 35,4   |
| 8   | Slovenia          | 34,8   | 36,0   | 35,0   | 33,9   | 35,5   | 35,3    | 35,5   | 34,5   | 33,6   |
| 9   | Austria           | 36,0   | 36,6   | 35,3   | 35,1   | 34,6   | 33,7    | 33,3   | 32,0   | 31,9   |
| 10  | Ungaria           | 36,7   | 36,6   | 34,9   | 33,9   | 37,3   | 31,1    | 31,5   | 34,1   | 30,8   |
| 11  | Croația           | 27,1   | 27,3   | 27,1   | 26,6   | 26,4   | 26,4    | 29,3   | 31,1   | 30,1   |
| 12  | Suedia            | 33,7   | 30,4   | 29,5   | 29,5   | 30,2   | 30,2    | 30,2   | 29,8   | 29,0   |
| 13  | Finlanda          | 30,5   | 31,2   | 27,4   | 27,1   | 27,7   | 29,3    | 27,2   | 26,2   | 27,3   |
| 14  | Germania          | 29,3   | 28,7   | 28,4   | 28,8   | 27,2   | 26,4    | 26,6   | 25,0   | 26,4   |
| 15  | Belgia            | 26,9 e | 27,0 e | 26,4 e | 25,7 e | 26,4 e | 24,2 be | 23,4 e | 22,6 e | 23,2 e |
| 16  | Cehia             | 28,3   | 28,3   | 26,4   | 26,5   | 26,9   | 27,6    | 26,2   | 22,8   | 22,9   |
| 17  | Polonia           | 26,5   | 26,6   | 25,6   | 24,8   | 24,0   | 26,9    | 24,0   | 22,6   | 22,0   |
| 18  | Luxemburg         | 17,8   | 14,5   | 15,1   | 12,7   | 13,0   | 15,6    | 15,0   | 14,9   | 14,4   |
| 19  | Franța            | 13,6   | 13,7   | 15,1   | 14,3   | 13,4   | 12,8    | 12,6   | 12,1   | 12,7   |
| 20  | Italia            | 11,9   | 13,2   | 13,5   | 14,7   | 13,6   | 13,1    | 11,9   | 12,0   | 12,7   |
| 21  | Portugalia        | 12,7   | 12,8   | 14,1   | 14,5   | 14,1   | 14,2    | 13,0   | 14,2   | 10,7   |
| 22  | Danemarca         | 11,3   | 11,2   | 12,0   | 11,3   | 11,5   | 11,8    | 11,5   | 10,8   | 8,7    |
| 23  | Spania            | 5,3    | 5,9    | 5,8    | 5,3    | 5,1    | 5,0     | 4,8    | 4,1    | 4,3    |
| 24  | Grecia            | 1,5    | 1,7    | 1,6    | 1,3    | 1,8    | 2,1     | 2,5    | 3,2    | 2,9    |
| 25  | Irlanda           | 1,1    | 1,1    | 1,0    | 0,9    | 0,9    | 0,8     | 0,6    | 0,8    | 0,6    |
| 26  | Cipru             | N/A z  | N/A z  | N/A z  | N/A z  | N/A z  | N/A z   | N/A z  | N/A z  | N/A z  |
| 27  | Malta             | N/A z  | N/A z  | N/A z  | N/A z  | N/A z  | N/A z   | N/A z  | N/A z  | N/A z  |

| Loc | Țară     | 2013 | 2014 | 2015 | 2016 | 2017   | 2018   | 2019   | 2020   | 2021   |
| --- | -------- | ---- | ---- | ---- | ---- | ------ | ------ | ------ | ------ | ------ |
| -   | Elveția  | 36,3 | 36,3 | 37,5 | 37,6 | 34,9 e | 34,8 e | 34,4 e | 32,6 e | 33,7 e |
| -   | Norvegia | 13,3 | 13,7 | 12,9 | 13,0 | 15,2   | 15,0   | 14,6   | 15,3   | 15,1   |

e - date estimate

z - fără rețea feroviară sau căi navigabile interioare

Sursa: Eurostat (online data code: sdg_09_60)